# Чо Ги-сунг
Чо Гю-сонг (на корейски: 조규성); роден на 25 януари 1998 в Анса́н, провинция Кьонги-до)  е южнокорейски футболист, играещ на поста нападател. Играе за Чонбук Хюндай Моторс и националния отбор по футбол на Южна Корея. Участник на Мондиал 2022.

## Успехи

### Чонбък Хюндай Моторс
- Шампион на Южна Корея (1): 2020
- Купа на Южна Корея (2): 2020, 2022